# 장신중
장신중(1954년 9월 8일 ~ )는 대한민국의 전직 경찰공무원이다. 2015년 12월 경찰 조직의 문제점을 고발하는 《경찰의 민낯》을 출간하였다.

## 경력
- 1982	~	  경찰 입문
- 2011.1	~ 2011.12 경찰청인권센터장
- 2011.12 ~ 2013.4 강릉경찰서장
- 2013.7	~ 2013.10 양구경찰서장
- 저서 《경찰의 민낯》